# Cilayang (Curugbitung)
Cilayang is een bestuurslaag in het regentschap Lebak van de provincie Banten, Indonesië. Cilayang telt 3204 inwoners (volkstelling 2010).